# Basmala

Basmala, wie sie in den meisten zeitgenössischen Drucken zu finden ist

Die Basmala (arabisch بسملة, DMG basmala) ist eine arabische Anrufungsformel, die mit Ausnahme der Sure 9 am Anfang jeder Sure des Korans steht und eine wichtige Rolle im Gottesdienst und Alltag der Muslime spielt. Sie lautet: بسم الله الرحمن الرحيم / bismi ʾllāhi ʾr-raḥmāni ʾr-raḥīmi / ‚Im Namen des barmherzigen und gnädigen Gottes‘. Ar-rahman („der Gnädige“) und ar-rahim („der Barmherzige“) sind auch die ersten beiden der 99 Namen Allahs. Rahman war außerdem einer der Hauptgottesnamen in den monotheistischen Religionen des vorislamischen Arabiens.
Die ersten drei Wörter dieser koranischen Anrufungsformel bismi ʾllāhi (im Namen Gottes) verschmolzen zu dem Begriff Basmala. Das davon abgeleitete Verb heißt bei den arabischen Grammatikern basmala / بسمل / ‚diese Formel aussprechen oder schreiben‘. Eine weitere Bezeichnung dieser Formel ist tasmiya, d. h. das Aussprechen des göttlichen Namens durch die Basmala.

## Koran
Im Koran fehlt die Basmala vor Sure 9 und erscheint ein zweites Mal in Sure 27 in Vers 30 als Eröffnungsformel eines Briefes von Salomo an die Königin von Saba. In verkürzter Form, „Im Namen Gottes“ sagt es Noah in Sure 11, Vers 41:

„Steiget in das Schiff ein! Im Namen Gottes geschehe seine Fahrt und seine Landung!“

Nach der Lehre der Hanafiten, Schafiiten und Hanbaliten ist die Basmala Teil der Sure 1 al-Fatiha und wird dort als eigener Vers gezählt. Die Malikiten dagegen sind der Ansicht, dass die Basmala nur in Sure 27 (an-naml) eine aya darstellt. In anderen Koransuren ist sie nur Teil eines Verses. Die kontroversen Lehrmeinungen werden jeweils durch entsprechende Aussagen Mohammeds untermauert.
Der Koranexeget az-Zamachschari führt in seinem Tafsīr-Werk aus, dass die Basmala nach Meinung der alten Grammatiker von Basra, Medina und Syrien in der Verszählung des Korans nicht berücksichtigt wurde, sondern nur als Segensspruch und als Trennungszeichen zwischen den einzelnen Suren galt. Die alten Grammatiker von Mekka und Kufa, ferner der Rechtsgelehrte asch-Schafii betrachteten diese Formel dagegen als Teil der Suren. In der Koranübersetzung der Ahmadiyya wird die Basmala immer als erster Vers gezählt, weswegen alle anderen Verse eine von der Norm abweichende Nummerierung aufweisen.
Auch gab es schon in den ältesten erhaltenen Korancodices kleine Ornamentfelder als Surentrenner, die man über der Basmala der neuen Sure eingefügt hat. Alle Motive dieser Surentrenner aus dem ersten und zweiten muslimischen Jahrhundert (7. und 8. Jahrhundert n. Chr.) stehen unter byzantinischem Einfluss.

## Anweisungen im Hadith und in der Rechtsliteratur
Bei mehreren Handlungen ist die Tasmiya – das Sprechen der Basmala – gemäß prophetischen Anweisungen Pflicht, so etwa beim Vollzug der kleinen rituellen Waschung. Gemäß dem Koranvers:

„Und eßt kein Fleisch (w. nichts), worüber (beim Schlachten) der Name Gottes nicht ausgesprochen worden ist! Das ist Frevel“

ist die Basmala auch beim Schächten von Tieren religiöse Pflicht (wāǧib).
Religiöse Reden, Ansprachen, Referate, Widmungen oder Briefe sollen ebenfalls mit der Basmala eingeleitet werden. In den Traditionsbüchern ist ein auf Mohammed zurückgeführter Spruch verzeichnet, demnach jede wichtige und religiös-verpflichtete Handlung, die ohne Basmala beginnt und durchgeführt wird, an sich nichtig (batil / باطل / bāṭil / ‚wertlos, nichtig, ungültig‘) und jedes Segens ledig (maqtūʿ al-baraka / مقطوع البركة / maqṭūʿ al-baraka) sei.
Das Fleisch geschächteter Tiere, die ohne die Basmala getötet wurden, darf ein Muslim nicht verzehren, da es dann nicht halāl ist. Eine Ausnahme bildet koscheres Fleisch, denn auch über dieses wurde eine Invokation im Namen Gottes ausgesprochen.

In anderen Lebenssituationen ist die Basmala, auch in der gekürzten Form als „im Namen Gottes“, heute noch eine islamrechtlich vorgesehene Norm (mašrūʿ), aber keine Pflicht (wāǧib): 
- vor Beginn der Koranlesung,
- vor Antritt einer Reise,
- vor dem Beginn einer Mahlzeit,

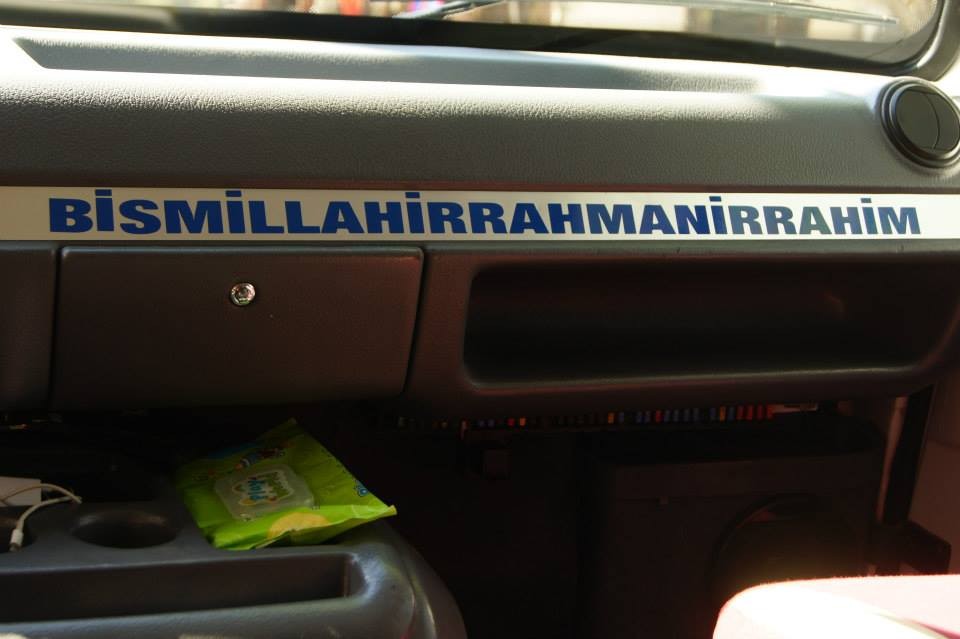
Basmala in einem türkischen Dolmuş (Kleinbus)

- vor dem Betreten eines Hauses oder der Moschee und beim Verlassen derselben,
- beim Anzünden des Abendlichtes,
- vor dem ehelichen Geschlechtsverkehr,
- beim Handauflegen auf eine schmerzhafte Stelle eines Kranken,
- bei der Grablegung eines Toten.[9]

Gemäß einem Prophetenspruch dürfen rituell Unreine, darunter Frauen während der Menstruation und im Wochenbett, den Koran nicht rezitieren, folglich auch die Basmala nicht sprechen. Dagegen sind die Malikiten der Ansicht, dass sie den Koran zu Studienzwecken und beim Unterricht Dritter rezitieren dürfen. Allerdings müssen sie durch die große rituelle Waschung (ghusl) den Zustand der Tahāra erreichen, um den Koran mit der Basmala weiterhin rezitieren zu dürfen.
Nach einem Prophetenwort, das über Anas ibn Mālik überliefert wird, ist es besonders verdienstvoll, ein Blatt (qirṭās), auf dem die Basmala steht, vom Boden aufzuheben. Wer dies tut, um das Blatt davor zu bewahren, niedergetreten zu werden, der soll bei Gott unter den „Wahrhaftigen“ (ṣiddīqūn) verzeichnet werden und seinen Eltern soll die Grabesqual erleichtert werden, auch wenn sie zu den „Beigesellern“ (mušrikūn) gehörten.

## Geschichte

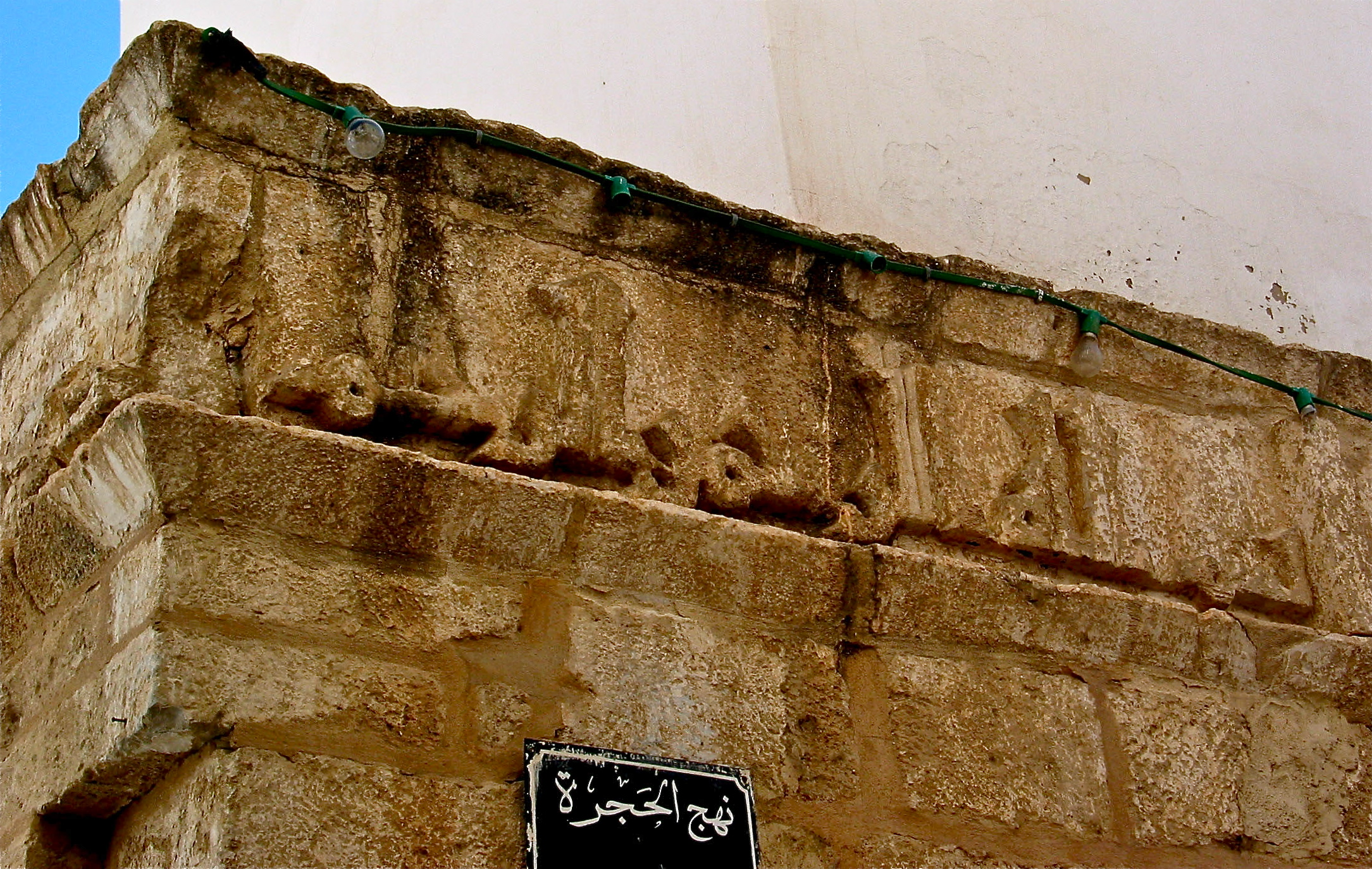
Die Basmala zu Beginn der Gründungsinschrift der Bou-Fatata-Moschee in Sousse. 9. Jahrhundert

Im vorislamischen Arabien waren Invokationsformeln wie „im Namen von al-ʿUzzā“, oder „im Namen von al-Lat“ üblich, es wurden also die damals verehrten großen Gottheiten angerufen. Der älteste Beleg der Basmala in ihrer vollen Form ist Koranvers 27:30, eine Stelle, die der mittelmekkanischen Zeit zugeordnet wird. Ob und ab wann Muhammad die Basmala an die Spitze der Suren gesetzt hat, ist nicht bekannt. Zwar wird in der islamischen Tradition allgemein angenommen, dass es sich um die älteste Offenbarung handelt, doch gibt es auch die abweichende Überlieferung, dass Mohammed die Basmala erst nach Offenbarung des Verses 27:30 verwendete.
In außerkoranischen Dokumenten aus der Zeit des Propheten wird die Basmala dagegen nicht verwendet. Der Vertrag von al-Hudaiybiya, den Mohammed mit seinen mekkanischen Gegnern abschloss, begann mit der schon in der vorislamischen Zeit bekannten Formel: bismika Allāhumma: „In Deinem Namen, Herrgott“, also mit der für die Polytheisten bekannten Gottesbezeichnung Allāhumma, die der Islam in Verbindung mit den islamischen Wallfahrtszeremonien übernommen hat. Auch ein Schreiben Mohammeds an den byzantinischen Statthalter Ägyptens al-Muqauqis beginnt in einer Überlieferungsvariante nicht mit der Basmala, sondern mit der Formel bismika Allāhumma.
Das Sendschreiben Mohammeds an die Bischöfe von Nadschran (asāqifat naǧrān) beginnt mit der sowohl im Alten Testament als auch im Neuen Testament mehrfach auftretenden Formel: bismi ilāhi Ibrāhīma wa-Isḥāqa wa-Yaʿqūba, d. h. „Im Namen Gottes des Abraham, des Isaak und des Jakob“.
Die archaische Anrufungsformel mit Allāhumma blieb auch in nachprophetischer Zeit noch in Gebrauch, wie die älteste paläographisch belegte Inschrift, die auf den 17. März 666 datiert ist, zeigt.
Die ältesten Belege für die Anwendung der Basmala finden sich im profanen Bereich auf Münzen aus der Mitte des 7. Jahrhunderts. Der umayyādische Statthalter im Irak Ziyād ibn Abī Sufyān proklamierte seine politische Autorität auf Münzen mit „bi-smi llāhi rabbī“: Im Namen Gottes, meines Herren. Der Statthalter al-Ḥakam ibn al-ʿĀṣ in Kirmān, wo er zwischen 675 und 678 regierte, fügte dieser Formel seinen eigenen Namen hinzu:„Im Namen Gottes, des Herrn von Ḥakam“. Die vollständige religiöse Formel der Basmala erscheint hier noch nicht, der Ausdruck „bi-smi llāhi“ ist zunächst eine Art Echtheitsgarantie wie auch die Prägung von ǧayyid (gut/echt) auf syrischen Kupfermünzen.

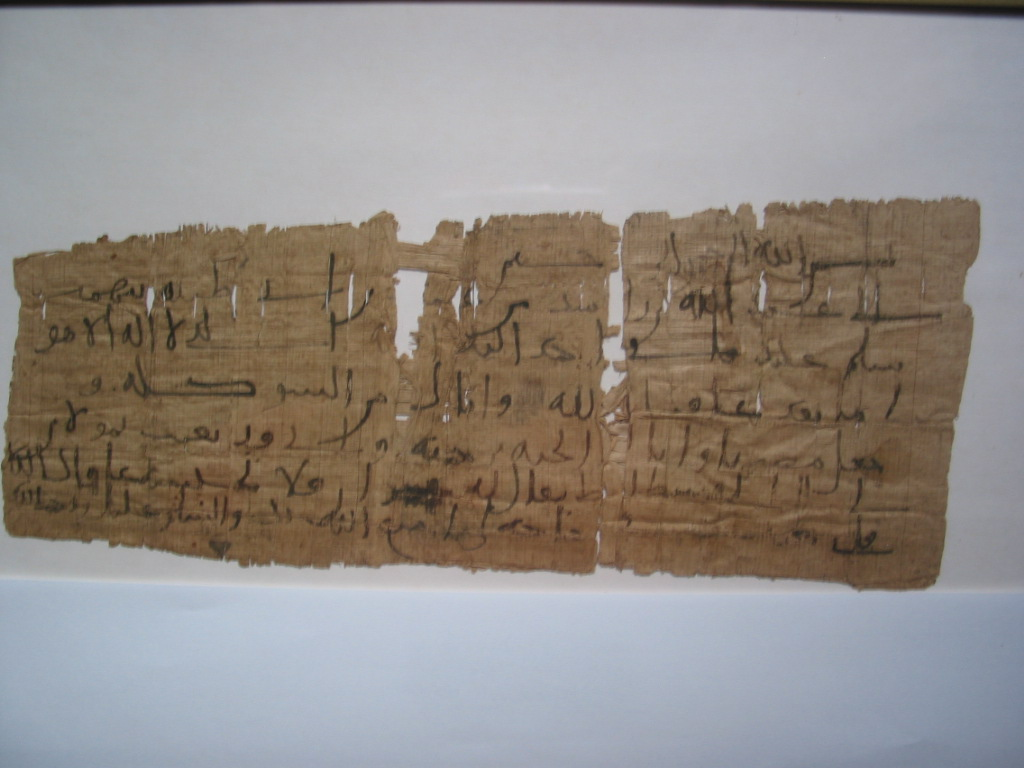
Die Basmala auf einem Privatschreiben. Papyrus. Fustat. 10–11. Jahrhundert

In der islamischen Epigraphik ist die Basmala erstmals im Jahre 653 auf einem in Assuan aufgefundenen Stein dokumentiert; nur unwesentlich jünger ist eine Inschrift aus der Zeit des Umayyadenkalifen 'Abd al-Malik ibn Marwan, die neben der Basmala auch die Schahada enthält. Dass die Basmala in den ältesten epigraphischen Dokumenten allerdings nicht durchgehend verwendet wurde, zeigt der Fund aus Taif aus der Regierungszeit von Muʿāwiya I. aus dem Jahr 677. Epigraphische Funde aus dem 2. muslimischen Jahrhundert, die der saudische Wissenschaftler Saʿd ʿAbd al-ʿAzīz ibn Saʿd ar-Rāšid in der Nähe von Medina gesammelt und 1993 publiziert hat, enthalten die Basmala überhaupt nicht, obwohl alle 55 Texte religiösen Inhalts sind; nur die alte Invokation Allāhumma erscheint in zwei der publizierten Inschriften.
Literarische Papyri – d. h. profane und nicht-koranische Dokumente – aus den Bereichen Kauf- und Erbrecht, Eheverträge, Schenkungsurkunden usw. seit dem frühen 3. muslimischen Jahrhundert (9. Jahrhundert) enthalten die Basmala aber bereits durchgehend.

## Volksfrömmigkeit

Die Basmala auf einem Stein als Gartendekoration

Den populären islamischen Prophetenlegenden (Qisas al-anbiya) zufolge stand die Basmala geschrieben: auf Adams Oberschenkel, auf den Flügeln des Erzengels Gabriel, auf dem Siegel des Königs Salomon und auf der Zunge Jesu.
Die Formel spielt im islamischen Volksglauben, in der Magie – auf Amuletten – und in der islamischen Mystik eine bedeutende Rolle. Denn es war erforderlich, die Islamisierung des Amulettwesens vorzunehmen, die magischen Sitten und Bräuche aus dem Profanen in den Bereich des Glaubens zu führen. Nichts eignet sich dafür mehr als die Basmala, „mit der der gläubige Muslim jedes Handschreiben zu eröffnen pflegt“ und die Darstellung von Menschen- oder Tiergestalten im Islam mit Schriftzeichen ersetzt. Wie die Basmala erfüllt im Übrigen auch die Erwähnung der 99 Namen Gottes in magischen Praktiken und auf Amuletten denselben Zweck.
Die Basmala ist noch vor der Schahada das in der arabischen Kalligraphie am häufigsten vorkommende Motiv.

Basmala im kufischen Duktus, 9. Jahrhundert